# Grekcyprioter
Grekcyprioter är de cyprioter som etniskt tillhör den grekiska majoriteten på Cypern. Ungefär 77 procent av Cyperns befolkning är grekcyprioter. De flesta grekcyprioter är kristna och tillhör den grekisk-ortodoxa Cyperns kyrka.